# DX-Ball
Jogo estilo Breakout onde é preciso rebater a bolinha nos blocos, coletando power-ups (e se esquivando dos power-downs) e passando os níveis. Alguns blocos têm funções especiais no Game, que certamente é um ótimo passatempo.
Esse jogo segue a linha do Arkanoid onde o jogador tem que acabar com os blocos usando uma bolinha que tem que ser rebatida numa plataforma retangular para poder ir em direção aos blocos.

## Jogos criados

### Dx ball
o primeiro a ser criado 
18 power up
Total de fases:50 (CTRL + F1 para editar fases - A partir da tela inicial)

### Dx ball 2
Continuação de Dxball
Power up adicionados :2(mega(grande)ball e eight(8)ball)
Total de fases :24

### Super Dx ball
Lançado a pouco tempo no Brasil garante a diversão de quem gosta deste jogo
Power ups adicionados:0
total de fases:97

### Super Dx Ball Deluxe
Versão paga de Super Dx Ball mostra o total de fases 
Power ups adicionados:0
Total de fases:230

### Rival ball
Versão de todos os dx-balls
power ups adicionados:2(ice(gelo)ball e trovão)
total de fases:32